# Larry Myricks
Larry Myricks (* 10. März 1956 in Clinton, Hinds County, Mississippi) ist ein ehemaliger US-amerikanischer Leichtathlet.

## Leben
Myricks war in den 1970er Jahren der weltbeste Weitspringer. 1976 nahm er in Montréal an seinen ersten Olympischen Spielen teil und galt als einer der Mitfavoriten. Bei einem Aufwärmsprung im Vorfeld des Finales knickte er jedoch bei der Landung um und brach sich den Knöchel. 1979 war er die Nummer eins der Weltrangliste im Weitsprung, doch der Olympiaboykott der Amerikaner im Jahr darauf verhinderte die Teilnahme an den Olympischen Spielen in Moskau. 1984 sollte der Traum dann endlich Wirklichkeit werden, doch mittlerweile stand ein anderer US-Amerikaner im Zentrum des Geschehens. Bei den Olympischen Spielen in Los Angeles wurde er Vierter und der neue Star Carl Lewis gewann Gold. Einen weiteren Anlauf unternahm Myricks bei den Olympischen Spielen 1988 in Seoul. Es gewann zwar wieder Lewis, doch Myricks, inzwischen 32 Jahre alt, errang mit der Bronzemedaille seine erste olympische Medaille.
1990 wurde Myricks wegen Dopings mit Phenylpropanolamin gesperrt. Im Alter von 35 Jahren nahm er an einem der legendärsten Weitsprungwettbewerbe in der Geschichte der Leichtathletik teil: Bei den Weltmeisterschaften 1991 in Tokio sprangen der Weltmeister Mike Powell Weltrekord von 8,95 m und auch Carl Lewis, der Vizeweltmeister mit 8,91 m noch über die alte Weltrekordweite von Bob Beamon aus dem Jahre 1968. Myricks, der 8,42 m erzielte, konnte sich immerhin noch die Bronzemedaille sichern, die er bereits 1987 in Rom gewonnen hatte. Dort war er aufgrund eines Betrugs der Kampfrichter zunächst nur auf Rang vier hinter dem Einheimischen Giovanni Evangelisti platziert, erhielt aber nachträglich die Bronzemedaille.
Der schnelle Amerikaner war außerdem noch ein ausgezeichneter 200-Meter-Läufer. Für die USA startete er bei den Weltmeisterschaften 1983 in Helsinki neben dem Weitsprung auch über diese Sprintstrecke. Er war 1983 Fünfter der Weltrangliste.